# Contea di Mills (Texas)
La contea di Mills in inglese Mills County è una contea dello Stato del Texas, negli Stati Uniti. La popolazione al censimento del 2010 era di 4 936 abitanti. Il capoluogo di contea è Goldthwaite. La contea prende il nome da John T. Mills, un giudice della Corte Suprema del Texas.

## Geografia fisica
| Anno | Popolazione | ±%     |
| ---- | ----------- | ------ |
| 1890 | 5,493       | Note:  |
| 1900 | 7,851       | 42.9%  |
| 1910 | 9,694       | 23.5%  |
| 1920 | 9,019       | −7.0%  |
| 1930 | 8,293       | −8.0%  |
| 1940 | 7,951       | −4.1%  |
| 1950 | 5,999       | −24.6% |
| 1960 | 4,467       | −25.5% |
| 1970 | 4,212       | −5.7%  |
| 1980 | 4,477       | 6.3%   |
| 1990 | 4,531       | 1.2%   |
| 2000 | 5,151       | 13.7%  |
| 2010 | 4,936       | −4.2%  |

Secondo l'Ufficio del censimento degli Stati Uniti d'America la contea ha un'area totale di 750 miglia quadrate (1900 km²), di cui 748 miglia quadrate (1940 km²) sono terra, mentre 1,5 miglia quadrate (3,9 km², corrispondenti allo 0,2% del territorio) sono costituiti dall'acqua.

### Strade principali
- U.S. Highway 84
- U.S. Highway 183
- State Highway 16

### Contee adiacenti
- Comanche County (nord)
- Hamilton County (nord-est)
- Lampasas County (sud-est)
- San Saba County (sud-ovest)
- Brown County (nord-ovest)

## Media
I media locali includono KCEN-TV, KWTX-TV, KXXV-TV, KDYW, KWKT-TV, KNCT-TV, KTAB-TV e KRBC-TV.
Inoltre viene pubblicato un giornale nella contea, il The Goldthwaite Eagle.